# اوستن، کبک
اوستن (به فرانسوی: Austin) شهری در منطقه شهری مامفرماگوگ ناحیه استری در استان کبک کانادا است. در سرشماری سال ۲۰۱۱ این شهر ۱٬۳۲۳ نفر جمعیت داشته‌است و مساحت آن ۷۲٫۶۲ کیلومتر مربع است.